# المجمع المغلق 1406
المجمع المغلق 1406 هو المجمع الموكول بانتخاب بابا الكنيسة الكاثوليكية الجديد بعد استقالة البابا. انعقد مجمع الكرادلة لانتخاب البابا الجديد بدءًا من
18 نوفمبر 1406 وانتهى في 30 نوفمبر 1406. انتُخبَ البابا غريغوري الثاني عشر ليكون البابا الجديد للكنيسة.